# Kolonija Aden
Kolonija Aden (arapski: مستعمرة عدن)  je britanska krunska kolonija koja je trajala od 1937. do 1963. Područje kolonije Aden se sastojalo od svega 194 km², a činilo ju je sam grad i luka Aden te njegova najbliža okolica.
Prije osnutka Adena 1937. godine, Aden je bio dio Britanske Indije. Nakon preustroja Britanske Indije 1935. kolonija Aden je izdvojena iz sastava Britanske Indije, te je ustrojena kao zasebna kolonija Ujedinjenog kraljevstva, 1. travnja 1937. godine.
Od 18. siječnja 1963., kolonija je preustrojena u Državu Aden (arapski: دولةعدن Vilajet Aden), koja je ušla u sastav novoustanovljene britanske vazalne države Južnoarapske Federacije. Ta Federacija nije dugo trajala, ubrzo je postala Demokratska Narodna Republika Jemen 30. studenog 1967., taj datum značio je definitivni kraj kolonije Aden i Britanske uloge u njoj. Zemlje u unutrašnjosti kolonije Aden, bile su organizirane u drugu političku tvorevinu u protektorat Aden.

## Povijest
Sultan Muhsin bin Fadl iz obližnjeg Sultanata Lahij ustupio je 1838., Britaniji područje od 194 km² zajedno s lukom Aden. Britanska Istočnoindijska kompanija poslala je 19. siječnja 1839. jedinice britanskih marinaca (Royal Marines) u Aden kako bi zauzeli područje i spriječili daljnje piratske napade protiv britanskih brodova koji su plovili za Indiju. Od 1937., Aden se odvojio od Britanske Indije i postao zasebna kolonija sa svojim posebnim zakonodavstvom koja je živjela od 1937. do 1963. godine.
Pred kraj svog postojanja kolonija Aden bila je poprište velikih nemira i gerilskih borbi za oslobođenje.

## Uprava
Kolonija Aden bila je od izuzetnog interesa za Britansko Carstvo koje je puno ulagalo u nju, zato se puno brže razvijala od svog neposrednog zaleđa, koje je bilo stoljećima iza nje. Ustav ove krunske kolonije bio je Poslovnik Vijeća od 28. rujna 1936. koji je u osnovi slijedio uobičajene zakonske smjernice za britanske kolonije.
Aden je bio poznat po tome da se u njemu nisu sprovodili šerijatski zakoni, to je pak izazivalo nezadovoljstvo kod mjesnog arapskog pučanstva.
U Koloniji Aden djelovala su tri tijela uprave: Općina Aden, koja je pokrivala gradske četvrti: Tawali, Ma'alla i Krater, Općinsko Vijeće šeika Otmana i Mali Aden koji je osnovan posljednji kao zasebno tijelo za područje novoizgrađene rafinerije i radničkog naselja uz nju. Sva tri tijela bila su pod ingerencijom Izvršnog Vijeća kolonije kojem je na čelu bio Guverner Kolonije. Pravosuđe je također bilo u cijelosti u britanskim rukama. U usporedbi s drugim britanskim kolonijama, stupanj lokalne samouprave i sudjelovanja lokalnog stanovništva bilo je gotovo neznatno.
Obrazovanje u koloniji je obuhvaćalo svu djecu (dječake i djevojčice) do nižeg srednjoškolskog stupnja. Visoko obrazovanje je omogućeno samo onima koji bi prošli selekciju i dobili stipendije za studij u inozemstvu. Osnovno i srednjoškolsko obrazovanje nižeg stupnja je izvođeno na arapskom, a srednje škole višeg stupnja i privatne škole održavale su nastavu na arapskom, engleskom, urdu, hebrejskom i gujaratiju. 
Stanovništvo kolonije Aden 1955.
| Arapi   | Somalci | Židovi | Indijci | Europljani | Ukupno  |
| ------- | ------- | ------ | ------- | ---------- | ------- |
| 103,879 | 10,611  | 831    | 15,817  | 4,484      | 138,441 |

## Poveznice
- Protektorat Aden